# Wyeomyia roucouyana
Wyeomyia roucouyana är en tvåvingeart som först beskrevs av Bonne-wepster och Cornelis Bonne 1919.  Wyeomyia roucouyana ingår i släktet Wyeomyia och familjen stickmyggor. Inga underarter finns listade i Catalogue of Life.